# Aniseres caudatus
Aniseres caudatus là một loài tò vò trong họ Ichneumonidae.